# 에어팟 프로
에어팟 프로(AirPods Pro)는 애플이 설계한 무선 블루투스 이어폰으로 2019년 10월 30일 처음 출시됐다.

## 모델

### 1세대
애플은 2019년 10월 28일 에어팟 프로를 발표했고 이틀 후인 10월 30일 출시했다.

### 2세대
2세대 에어팟 프로는 2022년 9월 7일 애플 미디어 행사에서 발표되었으며 2022년 9월 23일 출시되었다.

## 사양
| 규격        | Bluetooth 5                                                                |
| 센서        | 가속도, 듀얼 광학, 포스 센서                                               |
| 배터리      | 케이스 : 519mAh (3.81v, 1.98Wh) 유닛 : 44mAh (3.7v, 160mWh)                |
| 마이크 개수 | 듀얼 빔포밍 마이크, 내향 마이크                                            |
| 크기        | 케이스 : 45.2 x 60.6 x 21.7 mm, 45.6 g 유닛 : 30.9 x 21.8 x 24.0 mm. 5.4 g |
| 색상        | 화이트                                                                     |
| 기타        | 액티브 노이즈 캔슬링 지원, IPX4 등급 방수 지원                             |

## 상세
충전케이스와 2개의 유닛으로 구성되어 있으며, 충전케이스에 연결해 케이스와 유닛을 동시에 충전할 수 있다. 무선충전을 지원하는 케이스가 기본으로 제공된다. 또한 커널형 이어폰의 필수품인 실리콘 팁 3개가 동봉되어 있다. S, M, L 사이즈 팁이 각각 1개씩 들어있으며 M 사이즈가 기본으로 장착되어있다. 추가적으로 에어팟 프로는 일반적인 이어폰과 노즐 구조가 상이하므로 에어팟 프로 전용으로 나온 이어팁 외에 다른 이어팁과 호환되지 않는다. CNET의 리뷰에 따르면 애플스토어에서 $395에 구매 가능하다고 한다.
재생시간의 경우 ‘노이즈 캔슬링’ 및 ‘주변음 허용’ 모드를 모두 끈 상태에서는 음악 감상 시간이 최대 5시간으로 전작과 같으며, 액티브 노이즈 캔슬링이 활성화되었을 때에는 4.5시간이다. 충전 케이스에 있는 배터리까지 사용했을 경우 전작과 마찬가지로 최대 24시간의 사용 가능하다.
적응형 EQ를 지원해서 귀 내부 형태에 맞춰 음질을 자동 조정하기 때문에 이도의 형태가 달라 균일한 사운드를 들을 수 없는 문제를 보완했으며, 내향 마이크를 이용해서 재생되는 소리를 듣고 이를 바탕으로 중주파 및 저주파를 조절해 미세한 부분까지도 사운드를 다듬는다고 한다. 또한 내향 마이크를 이용해서 현재 듣는 소리가 적정한지 측정해 올바른 크기의 팁을 사용하고 있는지 확인하는 기능도 지원한다.
Apple에서 공개된 시스템 요구 사항으로 최신 OS인iOS 13.2, iPadOS 13.2, macOS Catalina 10.15.1, 그리고 watchOS 6.1 이상이 필요하다. 제스처 기능들이 모두 정상동작하기 위해서는 기존 에어팟과 같이 하위 버전이나 타사 기기와 사용하더라도 UI 및 포스버튼 기능 할당이 지원되지 않는 점을 제외하면 동작에 지장은 없다. 또한 기존 AirPods처럼 홈페이지에서 AirPods Pro는 Apple 기기가 아닌 제품과도 Bluetooth 헤드폰으로 페어링해 사용할 수 있지만, 기능은 제한된다고 밝히고 있다. 다만 노이즈 캔슬링과 주변음 허용은 정상 작동한다.

## 같이 보기
- 애플의 이어폰
- 삼성 갤럭시 버즈 시리즈